# L'Adoration des mages (Vermeyen)
Pour les articles homonymes, voir L'Adoration des mages (homonymie).
L'Adoration des mages est un tableau de Jan Cornelisz Vermeyen, conservé au musée des Beaux-Arts de Valenciennes.

## Histoire
En 1533-1534, le peintre Jan Cornelisz Vermeyen rejoint Charles Quint en Espagne. Visitant le pays, il est fasciné par l'aqueduc romain de Ségovie. Il suit ensuite l'empereur à Tunis, avec la charge d'immortaliser la conquête de la ville. Du 16 juin au 21 juillet 1535 a en effet lieu le siège, la capitulation et puis le pillage de Tunis. Le corsaire Khayr ad-Din Barberousse, qui l'avait occupée, s'enfuit.
Le peintre réalise alors des croquis, pour une suite de douze tapisseries commandées par Marie de Hongrie. Il utilise également les paysages de Tunis et de l'aqueduc romain de Ségovie dans un triptyque pour la famille de Nicolas Micault, receveur général de Charles Quint.
Sur les cartons de Jan Cornelisz Vermeyen et de Pieter Coecke van Aelst, le tapissier flamand Willem de Pannemaker (1512-1581) réalise la série de tapisseries de la conquête de Tunis par Charles Quint, aujourd'hui conservée au musée d'Histoire de l'art de Vienne de Vienne. Entre 1733 et 1744, Jacobo et Francisco Vandergoten, à la Fabrique royale de tapisseries de Madrid, réalisent sur ces mêmes cartons une réplique de ces tapisseries, pour le salon des Tapis de l'alcazar de Séville.
Carel van Mander, le premier biographe de Jan Cornelisz Vermeyen, dans Le Livre des peintres (volume I publié en 1604), l'a qualifié de « peintre de Charles Quint ».

## Description
L'Adoration des mages est une scène biblique, ici représentée avec une foule de personnages. Sur un fond de ruines, on voit même des chameaux, autour de saint Joseph, des rois mages Balthasar, Gaspard et Melchior, de la Vierge Marie et de l'Enfant Jésus. Il y a aussi des figures aux arcs romains qui sont couverts d'une végétation spontanée.

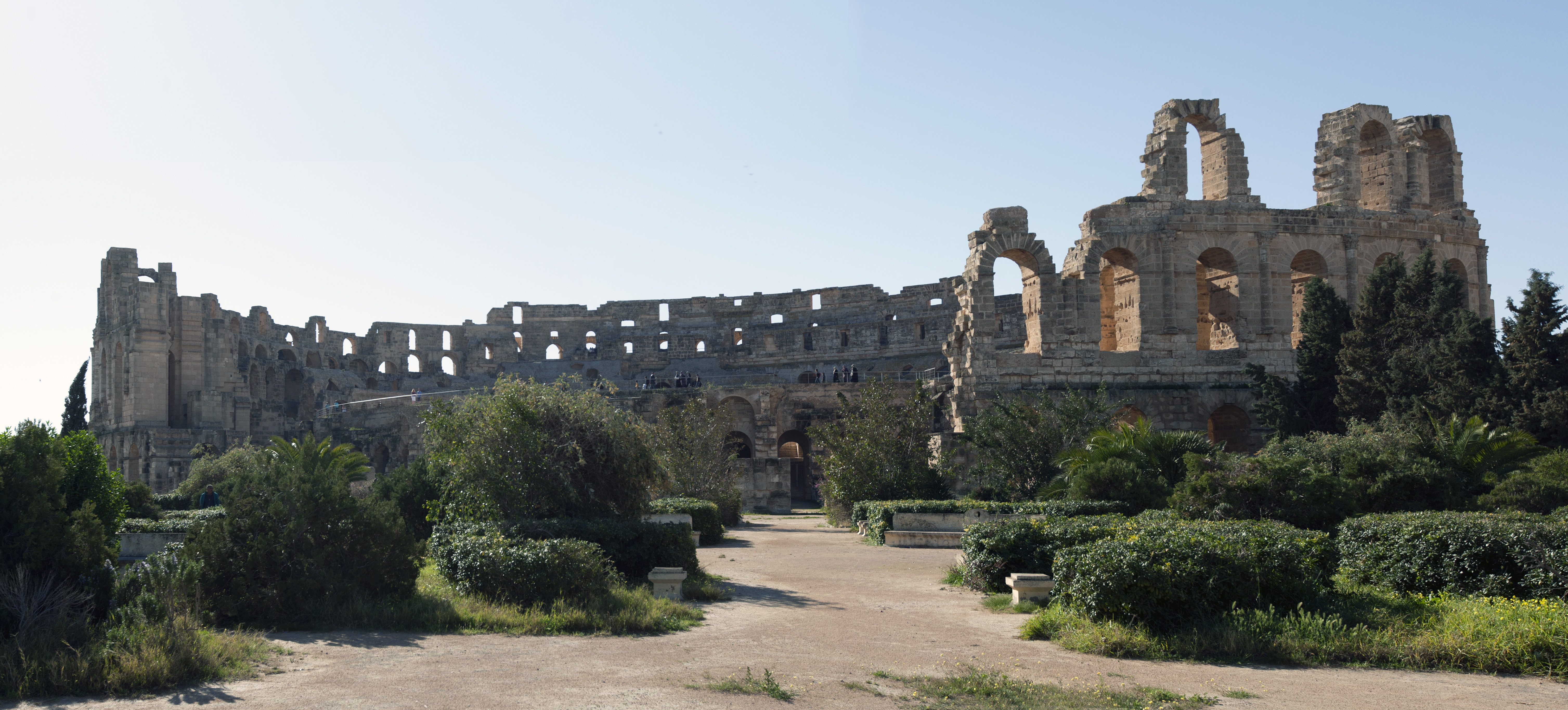
Vue de l'amphithéâtre d'El Jem.

Au milieu du XVIe siècle, il n'était pas rare de situer la naissance du Christ, l'Adoration des bergers et l'Adoration des mages aux pieds de ruines romaines : une profonde signification symbolique unissait l'événement de la naissance du Sauveur — espérance d'un royaume de Dieu sur la Terre — avec l'effondrement visible et la destruction de l'empire romain et des dieux païens et menteurs. Toutefois, le bâtiment que l'on voit sur le fond de ce tableau n'est pas fantaisiste : c'est l'amphithéâtre d'El Jem, en Tunisie.
Entrée au musée des Beaux-Arts de Valenciennes en 1888 — issue de la collection Wuillemot et A. Duflot — cette peinture a subi de graves dommages, parce qu'elle est restée au sol, dans un endroit non protégé de l'humidité. Elle est de plus recouverte par un autre tableau, et on ne remarque pas qu'une partie essentielle de la surface picturale a été perdue. Sur le bois nu, on a tracé le contour des figures manquantes, saint Joseph et deux figures agenouillées.
Dans les anciens catalogues du musée, jusqu'en 1931, cette peinture est considérée comme une œuvre d'un auteur inconnu. Sur le site officiel du ministère de la Culture, l'auteur est identifié comme Jan Cornelisz Vermeyen.

## Expositions
- 1918 : Œuvres d'art protégées du Nord de la France occupée, Valenciennes, Musée des Beaux-Arts, no 431 (comme auteur inconnu)

## Œuvres proches

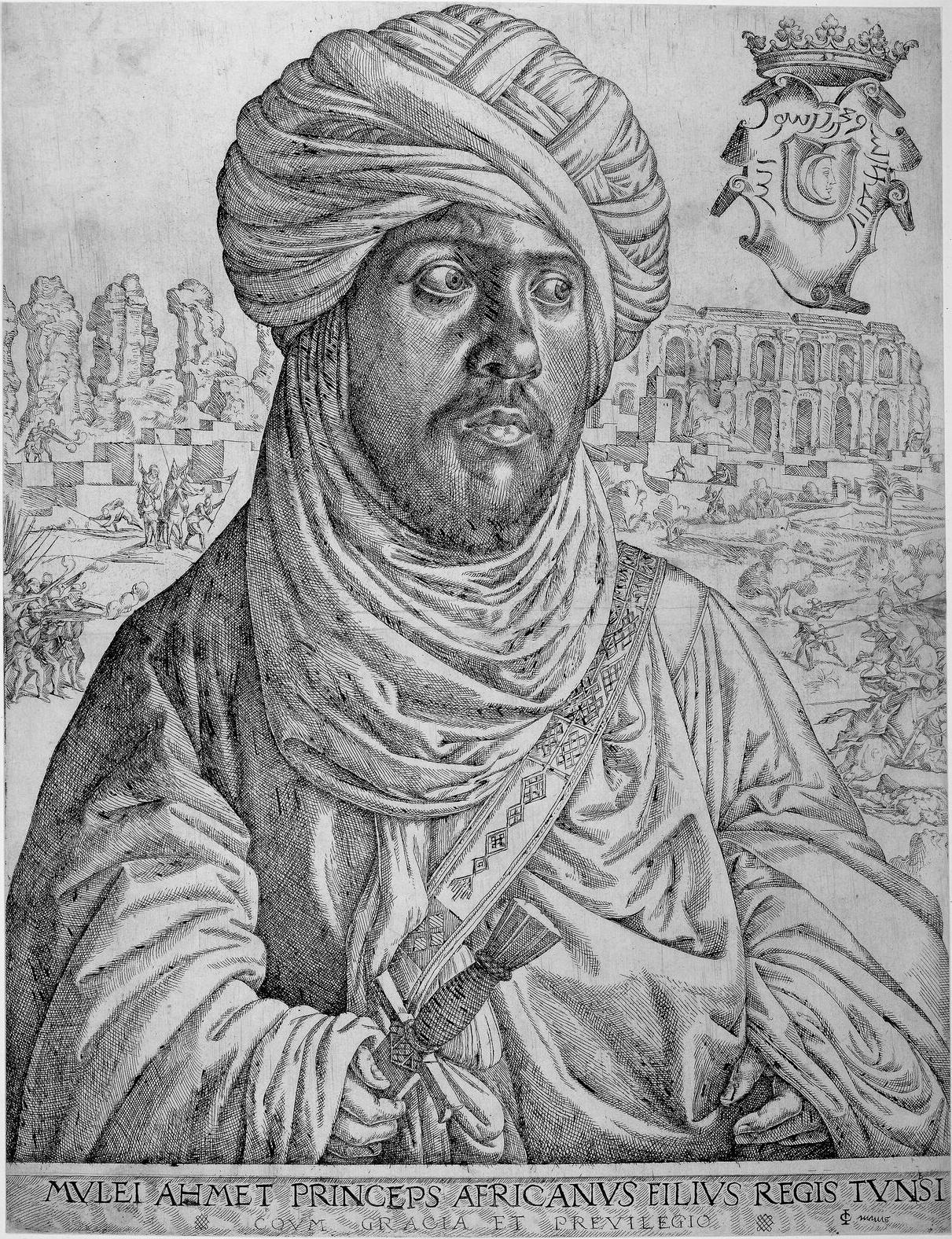
Portrait d'Ahmed III al-Hafsi, d'après J. C. Vermeyen, 1630, eau-forte, musée Boijmans Van Beuningen.
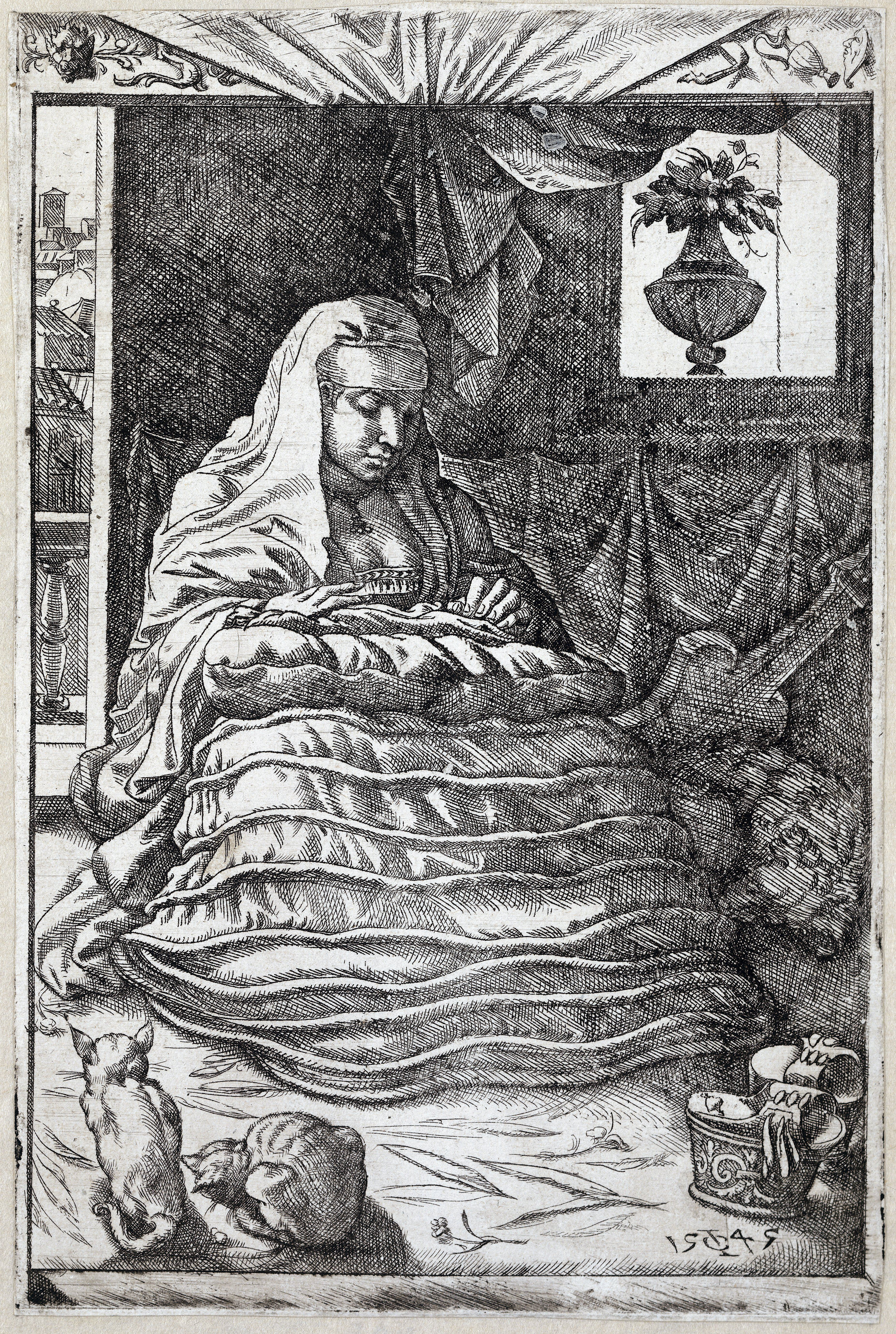
J. C. Vermeyen, Femme tunisienne assise, 1535, eau-forte, Rijksmuseum Amsterdam.
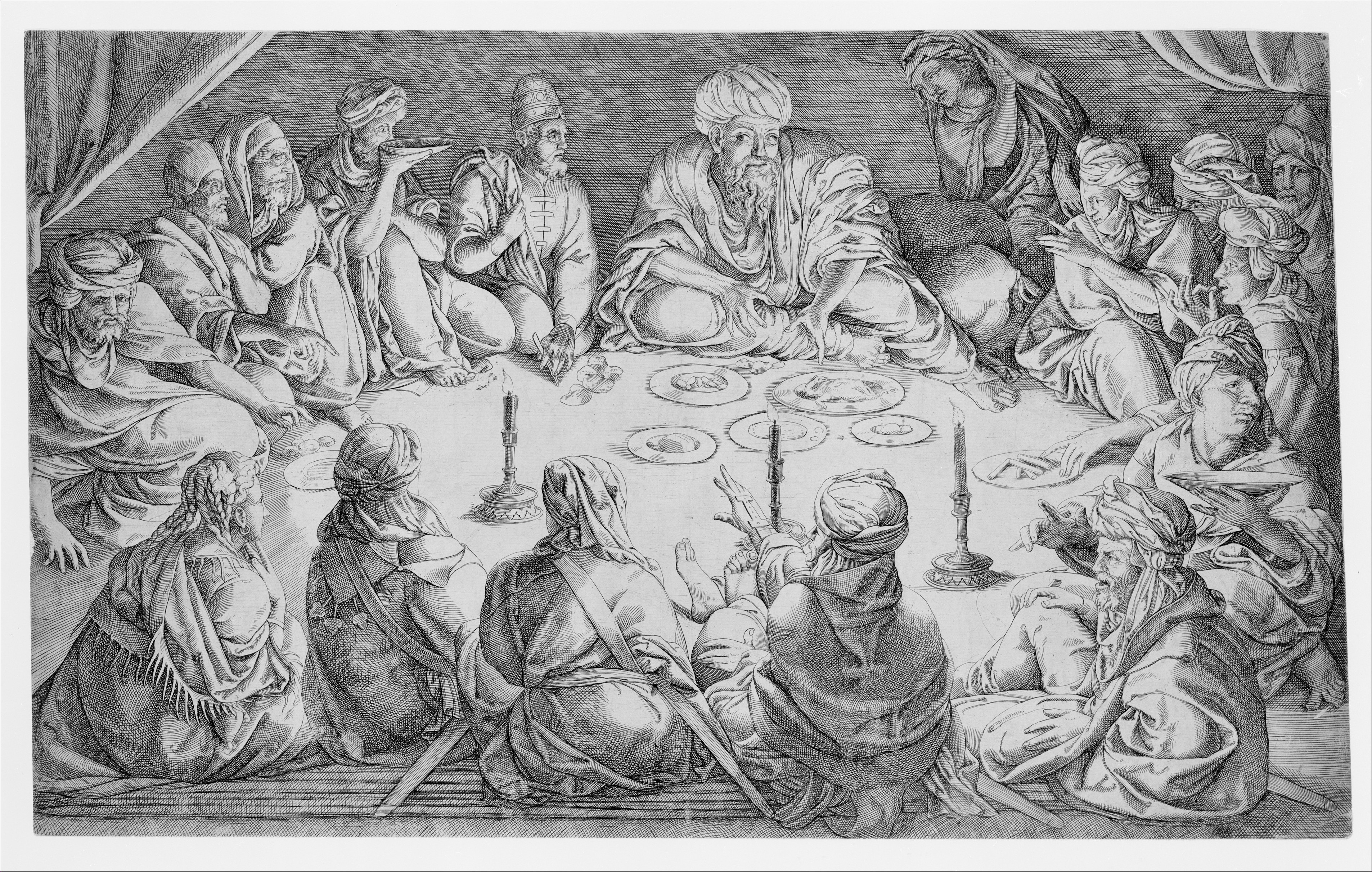
J. C. Vermeyen, Mulay Hasan et sa suite lors d'un repas à Tunis, vers 1535, eau-forte, Bibliothèque nationale de France.
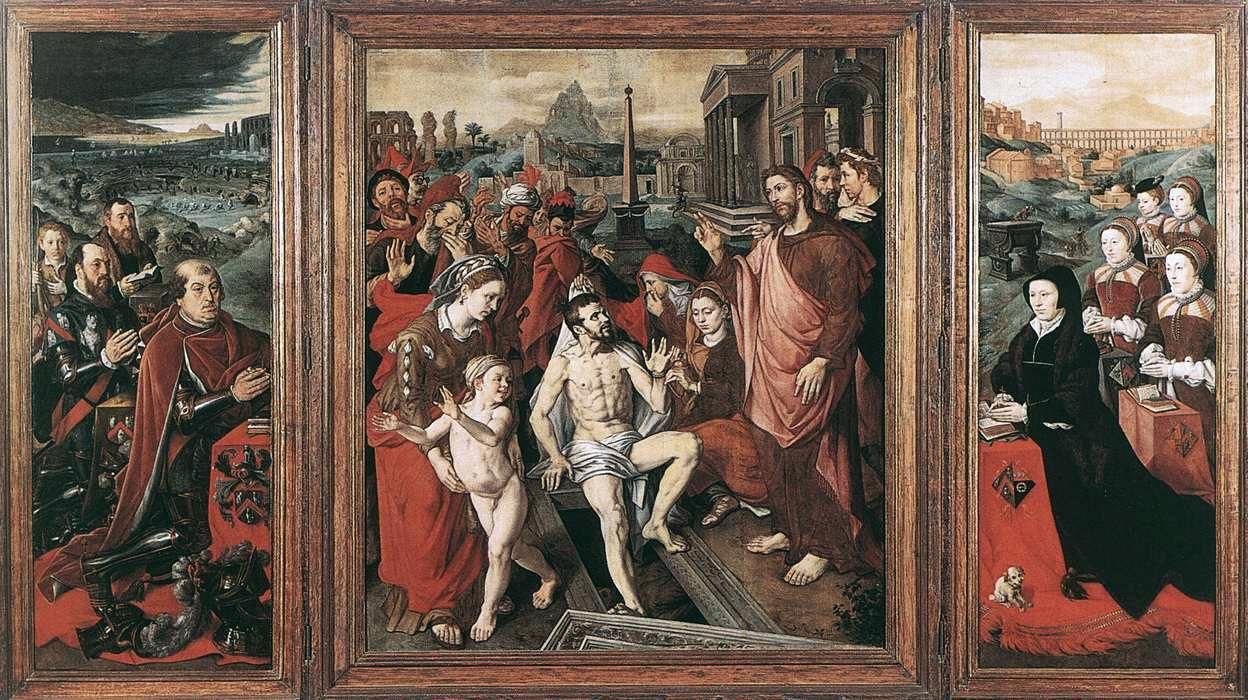
J. C. Vermeyen, Triptyque de la famille Micault, 1539-1559, musées royaux des Beaux-Arts de Belgique.